# Mustafa Abi
Mustafa Abi (Afyonkarahisar, 2 gennaio 1979) è un ex cestista turco.

## Palmarès
- Campionato turco: 2

Efes Pilsen: 2004-05, 2008-09
- Coppa di Turchia: 4

Ülkerspor: 2002-03
Efes Pilsen: 2005-06, 2006-07, 2008-09
- Coppa del Presidente: 3

Ülkerspor: 2001, 2002
Efes Pilsen: 2006